# Jnes
Jnes es un emulador de consola de juegos NES para sistemas operativos Windows y Android, cuyo autor y desarrollador, desde 1999, es Jabo.

## Historia
El primer lanzamiento público de Jnes, versión 0.10, tuvo lugar el 5 de agosto de 1999. La versión 1.0, es decir la estable, fue lanzada el 25 de diciembre de 2007. El 2 de enero de 2013, el emulador se introdujo por primera vez para Android 2.3.

## Descripción
El emulador usa DirectX como su interfaz de hardware. Jnes soporta juego en línea a través del servicio Kaillera (en inglés) y tiene la capacidad de usar códigos para dispositivos trampa como Game Genie y Pro Action Replay (en inglés). Además, permite usar un mouse de computadora común como una pistola de luz. Este emulador tiene un administrador de archivos para encontrar y ejecutar roms y puede guardar el juego en cualquier momento.

## Crítica

### A favor
En 2004, Jnes fue considerado uno de los emuladores NES más precisos para Windows y estaba entre los tres primeros. Además, el consejo editorial de revista Igrmania señaló que Jnes es notable por su simplicidad y no está sobrecargado con configuraciones adicionales, al tiempo que puede reproducir el color de manera precisa (deshabilitada de forma predeterminada), y no hay retrasos al usar la sincronización vertical.

### En contra
En 2011, el consejo editorial de la revista Igromania señaló que Jnes no es tan popular como antes y rara vez se actualiza.